# Veloce (E-Sport)
Veloce ist die weltweit größte E-Sports Plattform sowie Racingteam bei Extreme E und der W Series mit Sitz in London. Sie wurde 2018 von Jean-Eric Vergne, Rupert Svendsen-Cook, Jack Clarke und Jamie MacLaurin gegründet. Vorsitzender ist Eric Tveter und CEO ist Rupert Svendsen-Cook.

## Beschreibung

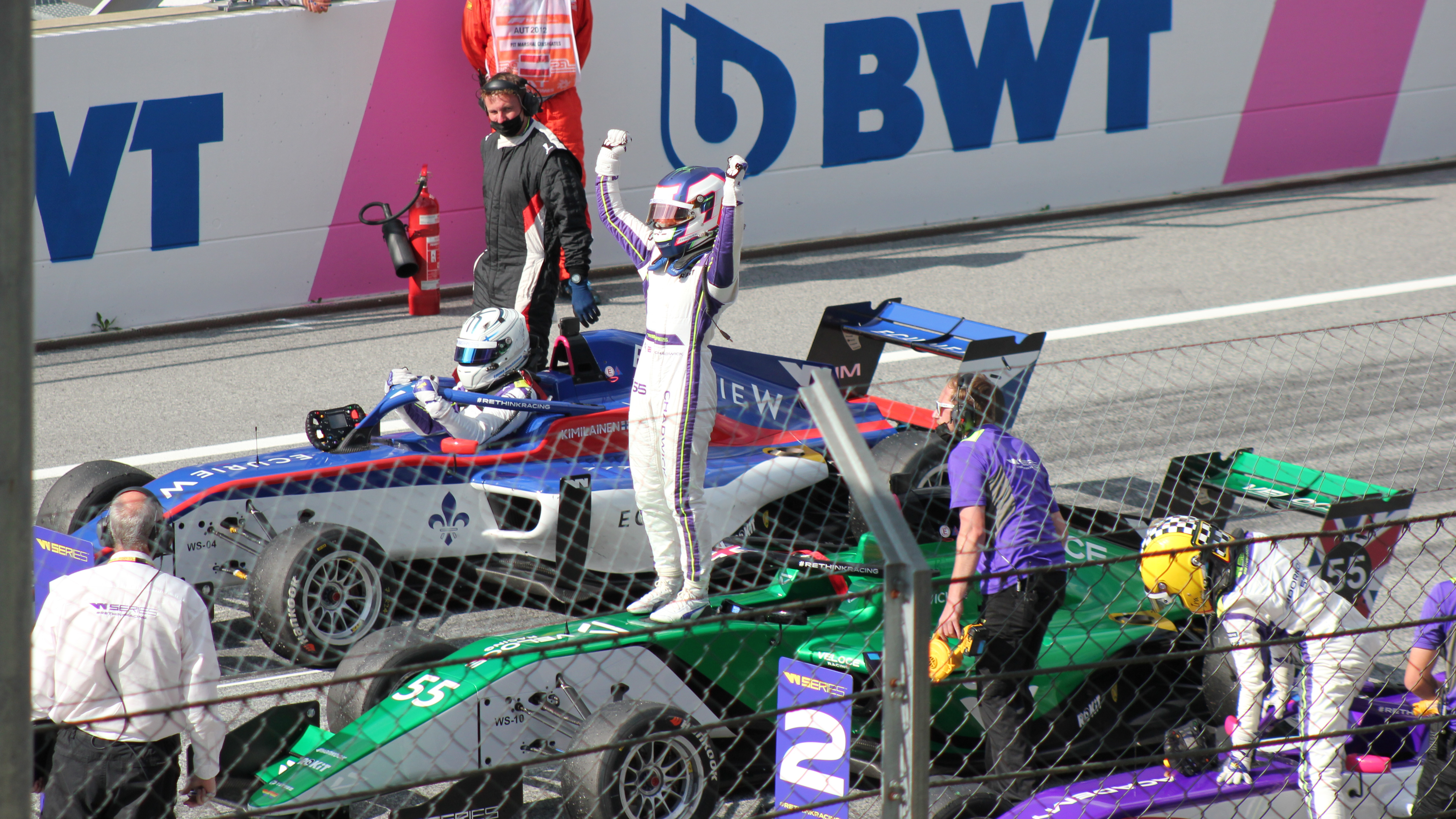
Veloce W Series 2021 Austria Nr. 55 Chadwick

Veloce hat über 50 professionelle Gamer unter Vertrag und hält Partnerschaft zu drei Formel 1 Teams (F1 titans McLaren, Alfa Romeo und Mercedes). Aushängeschild von Veloce eSports ist der britische Profi James Baldwin, der die zweite Ausgabe der Game-Show Worlds Fastest Gamer gewann. Die Plattform erreicht 215 Millionen Zuschauer pro Monat.
Für die Tochterfirma Veloce Racing starten Jamie Chadwick und Stéphane Sarrazin bei Extreme E und der W Series. Renningenieur ist Adrian Newey.
Veloce hält eine Partnerschaft mit Animoca Brands.

## Erfolge (Auswahl)
E-Sport(Stand: 2. April 2021)
- 17. November 2018: 3. Platz in der Premier Formula 1 Esports Series 2018: Konstrukteur, Preisgeld: 34.000 $
- 4. Dezember 2019: 3. Platz in der Premier Formula 1 Esports Series 2019: Konstrukteur, Preisgeld: 85.000 $
- 17. Dezember 2020: 2. Platz in der Premier Formula 1 Esports Series 2020: Konstrukteur, Preisgeld: 150.000 $

Veloce Racing
- 30. Mai 2021: 2. Platz Extreme E Senegal Finale
- 24. Oktober 2021: 1. Platz der W Series 2021[12]